# Zahinos (ort i Spanien)
Zahinos är en ort i Spanien.   Den ligger i provinsen Provincia de Badajoz och regionen Extremadura, i den sydvästra delen av landet, 400 km sydväst om huvudstaden Madrid. Zahinos ligger 330 meter över havet och antalet invånare är 2 934.
Terrängen runt Zahinos är lite kuperad. Runt Zahinos är det ganska glesbefolkat, med 32 invånare per kvadratkilometer. Närmaste större samhälle är Jerez de los Caballeros, 16,0 km öster om Zahinos. Omgivningarna runt Zahinos är huvudsakligen savann.